# Dam tot Damloop 2014
De Dam tot Damloop 2014 werd gehouden op zondag 21 september 2014. Het was de 30e editie van deze loop. De hoofdafstand was 16,1 km. Er werd gestart vanaf de Prins Hendrikkade in het centrum van Amsterdam en via de IJ-tunnel gelopen naar centrum van Zaandam. 
Deze wedstrijd bij de mannen werd gewonnen door de Keniaan John Mwangangi in 45.45. Hij bleef de Eritrees Nguse Amsolom slechts twee seconden voor. Bij de vrouwen was de Keniaanse Linet Masai het snelste, die finishte in 53.09. Zij versloeg hiermee de Ethiopische Tiki Gelana, olympisch kampioene op de marathon, die in 53.57 over de meet kwam. De Nederlandse Hilda Kibet volgde op 28 seconden van Gelana als derde.
In totaal namen 45.000 lopers deel aan het evenement, waarmee het een van de grootste 10 Engelse mijl-races ter wereld was. 
Naast de 10 Engelse mijl stonden ook de Mini Dam tot Damlopen (600 m, 1 km, 1,8 km, 2,2 km) op het programma. Ook was er dit jaar de Damloop By Night, een loop over 4 mijl, die de avond voor de wedstrijd werd gelopen. Hieraan deden 10.000 deelnemers mee.

## Wedstrijd
Mannen
| rang   | naam                   | land | tijd  |
| ------ | ---------------------- | ---- | ----- |
| Goud   | John Mwangangi         | KEN  | 45.45 |
| Zilver | Nguse Amlosom          | ERI  | 45.47 |
| Brons  | Kinde Atelaw           | ETH  | 45.52 |
| 4      | Josphat Bett           | KEN  | 46.22 |
| 5      | Peter Kirui            | KEN  | 46.33 |
| 6      | Gideon Kipketer        | KEN  | 46.36 |
| 7      | Fentahun Hunegnaw      | ETH  | 46.37 |
| 8      | Arne Gabius            | GER  | 47.00 |
| 9      | Joshua Cheptegei       | UGA  | 47.33 |
| 10     | Zewudu Hailu           | ETH  | 47.57 |
| 11     | Noureddine Htaibi      | MAR  | 47.58 |
| 12     | Khalid Choukoud        | NED  | 47.59 |
| 13     | Habetamu Tameru        | ETH  | 48.05 |
| 14     | Yoshihiro Yamamoto     | JPN  | 49.00 |
| 15     | Willem Van Schuerbeeck | BEL  | 49.07 |
| 16     | Florent Caelen         | BEL  | 49.54 |
| 17     | Tom Wiggers            | NED  | 49.54 |
| 18     | Patrick Stitzinger     | NED  | 49.56 |
| 19     | Jesse Stroobants       | BEL  | 49.58 |
| 20     | Nick Van Peborgh       | BEL  | 50.00 |

Vrouwen
| rang   | naam               | land | tijd  |
| ------ | ------------------ | ---- | ----- |
| Goud   | Linet Masai        | KEN  | 53.09 |
| Zilver | Tiki Gelana        | ETH  | 53.57 |
| Brons  | Hilda Kibet        | NED  | 54.25 |
| 4      | Almensch Belete    | BEL  | 56.14 |
| 5      | Adero Nyakisi      | UGA  | 56.32 |
| 6      | Veerle Dejaeghere  | BEL  | 56.33 |
| 7      | Kim Dillen         | NED  | 57.14 |
| 8      | Jamie van Lieshout | NED  | 57.25 |
| 9      | Miranda Boonstra   | NED  | 58.02 |
| 10     | Patty den Ouden    | NED  | 58.07 |

1985 ·
1986 ·
1987 ·
1988 ·
1989 ·
1990 ·
1991 ·
1992 ·
1993 ·
1994 ·
1995 ·
1996 ·
1997 ·
1998 ·
1999 ·
2000 ·
2001 ·
2002 ·
2003 ·
2004 ·
2005 ·
2006 ·
2007 ·
2008 ·
2009 ·
2010 ·
2011 ·
2012 ·
2013 ·
2014 ·
2015 ·
2016 ·
2017 ·
2018 ·
2019